# Тайгові друзі
«Тайгові друзі» — мультиплікаційний фільм 1939 року, поставлений режисером Олександром Івановим.
Фільм присвячений героям-льотчицям Валентині Гризодубовій, Поліні Осипенко, Марині Расковій, 24—25 вересня 1938 року на літаку АНТ-37 «Батьківщина», що здійснили безпосадковий переліт Москва — Далекий Схід (Кербі, район Комсомольська-на-Амуре) прямий — 5910 км). У ході перельоту було встановлено жіночий світовий авіаційний рекорд дальності польоту. Режисер фільму Олександр Іванов називав його «Наш переліт» і в ході кампанії по боротьбі з космополітизмом навів приклад як патріотичний фільм, протиставляючи роботам Івана Іванова-Вано, якого звинувачував у «схилянні перед Заходом». Фільм «Тайгові друзі» увійшов до кольорових мультфільмів, виконаних за триколірною технологією, розробленою П. М. Мершиним і використовуваної в СРСР при створенні мультфільмів з 1937 по 1945.

## Сюжет
Крізь хмари та снігові хуртовина летить літак «Батьківщина». З цікавістю прислухаються мешканці тайги: ведмеді, вовки, зайці — до гулу його моторів.

## Творці
Режисер — Олександр Іванов
Сценарист — Олександр Іванов
художник — Геннадій Філіппов
оператор — Д.Крилова
композитор — Олександр Варламов
звукооператор — З. Ренський